# Giovanni Lajolo

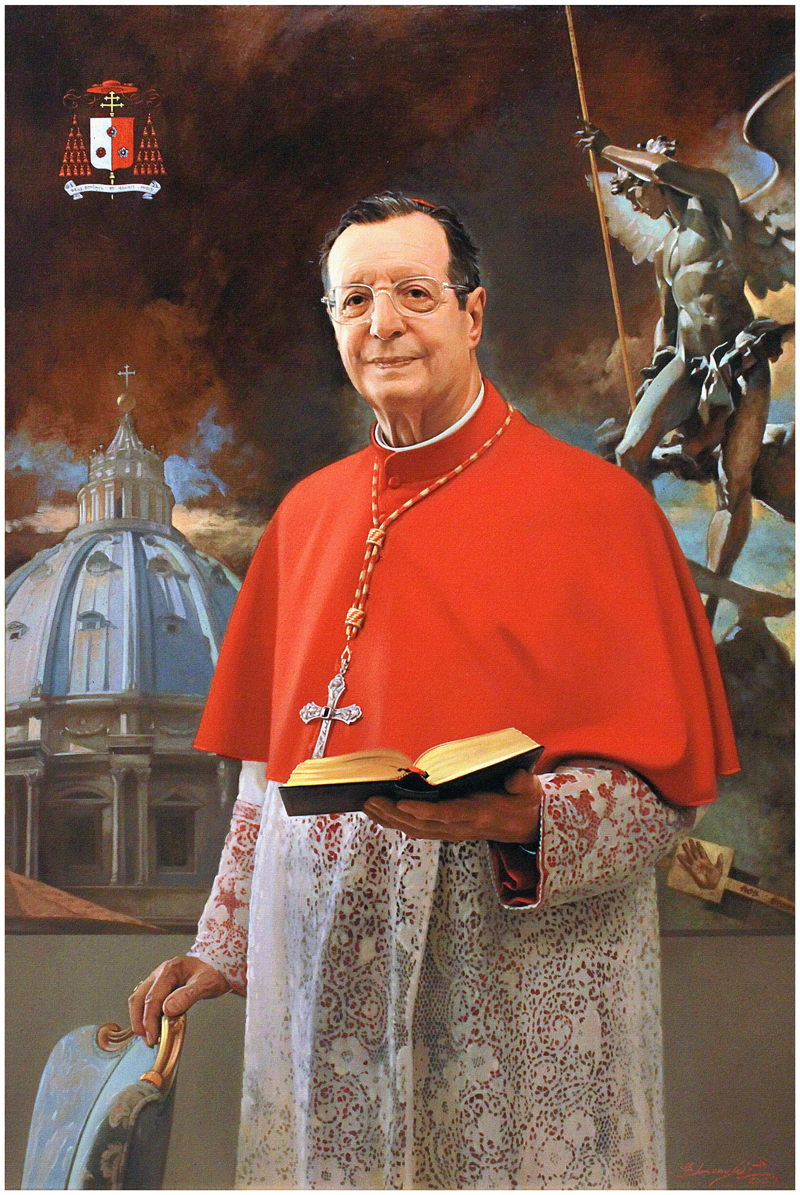
Porträt von Giovanni Kardinal Lajolo

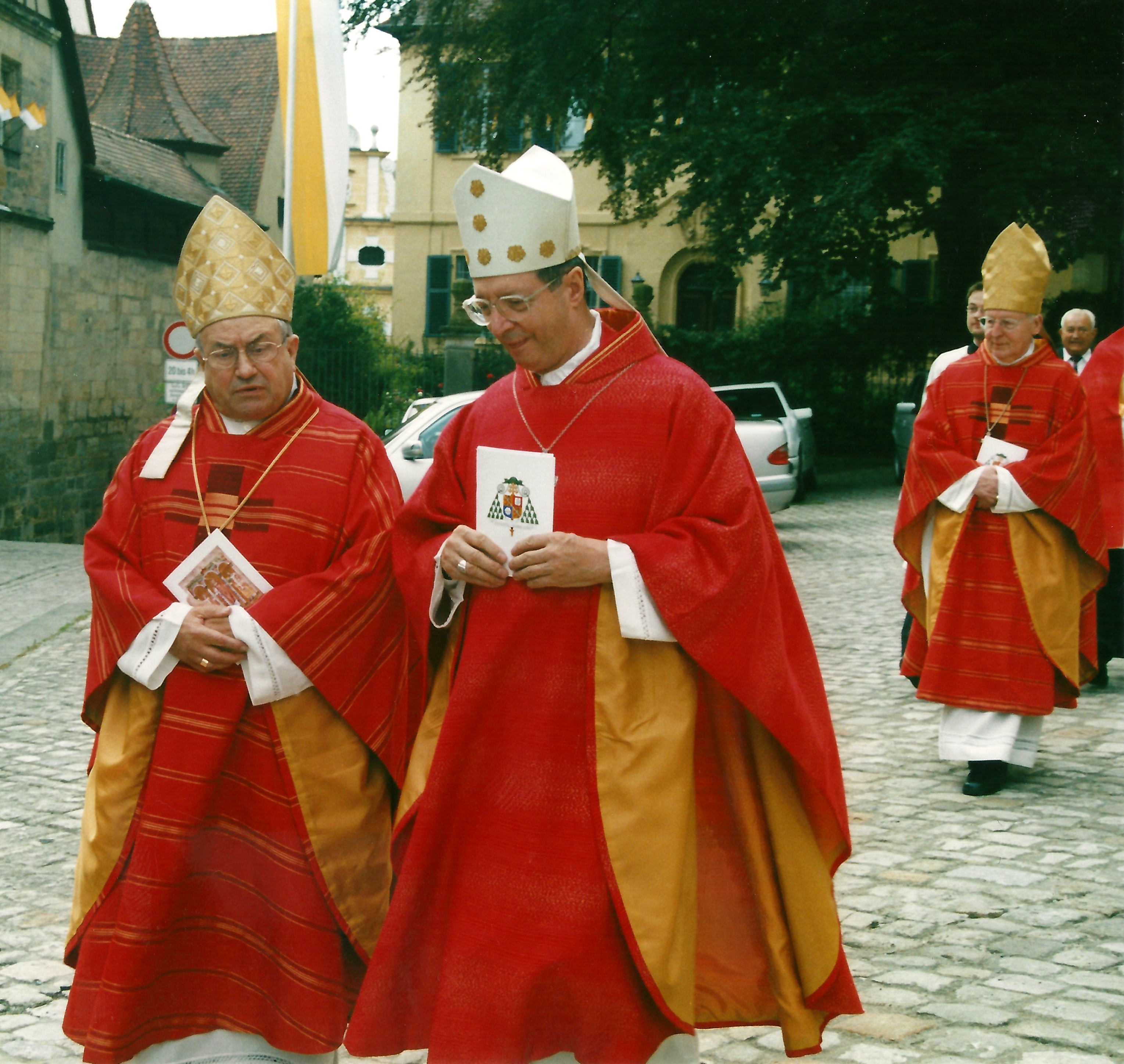
Giovanni Lajolo (Mitte) mit Kardinal Lehmann (2002) bei der Amtseinführung des Bamberger Erzbischofs Ludwig Schick

Wappen von Giovanni Kardinal Lajolo

Giovanni Kardinal Lajolo (* 3. Januar 1935 in Novara, Italien) ist ein italienischer emeritierter Kurienkardinal der römisch-katholischen Kirche. Er war von 1995 bis 2003 Apostolischer Nuntius in Deutschland und von 2006 bis 2011 als Präsident des Governatorats der Vatikanstadt Regierungschef der Vatikanstadt.

## Leben
1955 bekam er nach Philosophisch-Theologischen Studien in Novara, Italien und an der Päpstlichen Universität Gregoriana in Rom ein Lizentiat in Philosophie und 1959 das Lizentiat in Katholischer Theologie. Giovanni Lajolo empfing am 29. April 1960 durch Weihbischof Ugo Poletti das Sakrament der Priesterweihe für das Bistum Novara. Nach seiner Promotion 1965 folgte eine Diplomatenausbildung zwischen 1968 und 1969. Von 1970 bis 1974 war er Attaché/Nuntiatursekretär und dann Auditor an der Apostolischen Nuntiatur in Bonn. Zwischen 1974 und 1988 verrichtete der Italiener Tätigkeiten im vatikanischen Staatssekretariat im Rat für die öffentlichen Angelegenheiten der Kirche.
1976 wurde er Leiter der Mittel- und Nordeuropa-Abteilung im Staatssekretariat. Er war auch ein enger Mitarbeiter von Kardinalstaatssekretär Agostino Casaroli. Zwischen 1979 und 1985 war Lajolo Sekretär der vatikanischen Delegation bei den Verhandlungen über die Anpassung des Konkordats mit Italien. 1985 bis 1989 folgte eine Professur an der Päpstlichen Diplomatenakademie.
Papst Johannes Paul II. verlieh ihm am 30. Juni 1987 den Titel Ehrenprälat Seiner Heiligkeit und ernannte ihn am 3. Oktober 1988 zum Titularerzbischof von Caesariana sowie zum Sekretär der Verwaltung der Güter des Apostolischen Stuhles. Die Bischofsweihe spendete ihm der Papst am 6. Januar 1989, Mitkonsekratoren waren die späteren Kardinäle Edward Idris Cassidy und José Sánchez.
Am 7. Dezember 1995 ernannte Johannes Paul II. ihn zum Apostolischen Nuntius in der Bundesrepublik Deutschland. Am 7. Oktober 2003 wurde er zum Sekretär für die Beziehungen mit den Staaten im Staatssekretariat ernannt. Dort leitete Lajolo die Abteilung für äußere Angelegenheiten. In dieser Funktion bestätigte ihn Papst Benedikt XVI. am 21. April 2005. Im Juni 2006 ernannte der Papst Lajolo zum Präsidenten der Päpstlichen Kommission für den Staat Vatikanstadt und des Governatorats der Vatikanstadt. Die Amtsübergabe fand am 15. September desselben Jahres statt. Am 24. November 2007 nahm ihn Benedikt XVI. als Kardinaldiakon mit der Titeldiakonie Santa Maria Liberatrice a Monte Testaccio in das Kardinalskollegium auf.
Am 3. September 2011 nahm Papst Benedikt XVI. – mit Wirkung zum 1. Oktober 2011 – das von Kardinal Lajolo aus Altersgründen vorgebrachte Rücktrittsgesuch vom Amt des Präsidenten der Päpstlichen Kommission für den Staat Vatikanstadt sowie des Governatorats der Vatikanstadt an. Gleichzeitig ernannte er den bisherigen Nuntius in Italien und San Marino, Erzbischof Giuseppe Bertello, zu seinem Nachfolger in beiden Ämtern.
Nach dem Rücktritt Benedikts XVI. nahm Kardinal Lajolo am Konklave 2013 teil, in dem Papst Franziskus gewählt wurde.
Am 9. September 2013 verschaffte sich Lajolo in seiner Eigenschaft als Mitglied der Kongregation für die Bischöfe im Auftrage des Heiligen Stuhls im Gespräch mit Bischöfen und Mitgliedern der Bistumsleitung ein Bild der Lage im Bistum Limburg. Der Besuch diene „dem brüderlichen Gespräch“; es sei keine Apostolische Visitation zur Untersuchung oder Absetzung des Bischofs. Der Limburger Bischof Franz-Peter Tebartz-van Elst hatte selbst um eine Visitation gebeten. Der Vatikan hege „volles Vertrauen“ in die Amtsführung des Bischofs, jedoch sei die Einheit zwischen Bischof und Volk belastet.
Am 19. Mai 2018 wurde er unter Beibehaltung seiner Titeldiakonie als Titelkirche pro hac vice zum Kardinalpriester ernannt.

## Mitgliedschaften
- Ehren- und Devotions-Großkreuz-Bailli des Souveränen Malteserordens[12]

### Römische Kurie
Giovanni Kardinal Lajolo war Mitglied folgender Institutionen der Römischen Kurie:
- Kongregation für die Bischöfe (ab 2008[13]; bestätigt 2013[14])
- Päpstlicher Rat für die Kultur (ab 2008)[13]
- Güterverwaltung des Apostolischen Stuhls (ab 2008)[13]
- Oberster Gerichtshof der Apostolischen Signatur (ab 2010)[15]
- Päpstlicher Rat der Seelsorge für die Migranten und Menschen unterwegs (ab 2004)[16]
- Päpstliche Kommission für die Kirche in Osteuropa (ab 2004)[17]

## Ehrungen
- 1985: Großoffizier des Verdienstordens der Italienischen Republik
- 2003: Großes Verdienstkreuz mit Stern und Schulterband des Verdienstordens der Bundesrepublik Deutschland
- 2004: Großoffizier des Sterns von Rumänien
- 2005: Komtur mit Stern des Verdienstordens der Republik Ungarn
- 2005: Großkreuz des Verdienstordens der Republik Italien
- 2006: Großkreuz pro piis meritis des Verdienstordens Pro Merito Melitensi des Souveränen Malteserordens
- 2008: Fürst-Trpimir-Orden, Kroatien